# محافظة كيرواني
كيرواني هي محافظة غينية تقع في إقليم كانكان في غينيا .عاصمتها هي كيروان. تبلغ مساحة المحافظة 7020 كيلومتر مربع ويبلغ عدد سكانها 207.547 نسمة.

## المحافظات الفرعية
تنقسم المحافظة إدارياً إلى 8 محافظات فرعية :
1. مركز كيروان
2. بانانكورو
3. دامارو
4. كومودو
5. كونسانكورو
6. لينكو
7. سيبيريبارو
8. سورومايا